# Лейпи (река)
Лейпи — река в Мурманской области России. Протекает по территориям городского округа Ковдорский район и Кандалакшского района. Левый приток реки Ёны.
Длина реки составляет 29 км. Площадь бассейна составляет 165 км².
Берёт начало на южном склоне горы Лейпатунтури на высоте 460 м над уровнем моря. Протекает по лесной, местами болотистой местности. Впадает в Ёну в 40 км от устья. Населённых пунктов на реке нет.

## Данные водного реестра
По данным государственного водного реестра России относится к Баренцево-Беломорскому бассейновому округу, водохозяйственный участок реки — река Нива, включая озеро Имандра. Речной бассейн реки — бассейны рек Кольского полуострова и Карелии.
Код объекта в государственном водном реестре — 02020000312101000009823.

## Топоним
Название реки Лейпи происходит от саамского лейпе — 'хлеб'.